# Dosso del Liro
Dosso del Liro là một đô thị ở tỉnh Como trong vùng Lombardia, có cự ly khoảng 80 kilômét (50 mi) về phía bắc của Milano và khoảng 40 kilômét (25 mi) về phía đông bắc của Como, ở biên giới với Thụy Sĩ. Tại thời điểm ngày 31 tháng 12 năm 2004, đô thị này có dân số 297 người và diện tích là 23,2 km².
Dosso del Liro giáp các đô thị: Cama (Thụy Sĩ), Consiglio di Rumo, Gravedona, Grono (Thụy Sĩ), Livo, Peglio, Roveredo (Thụy Sĩ).